# Universitätsbibliothek Vilnius

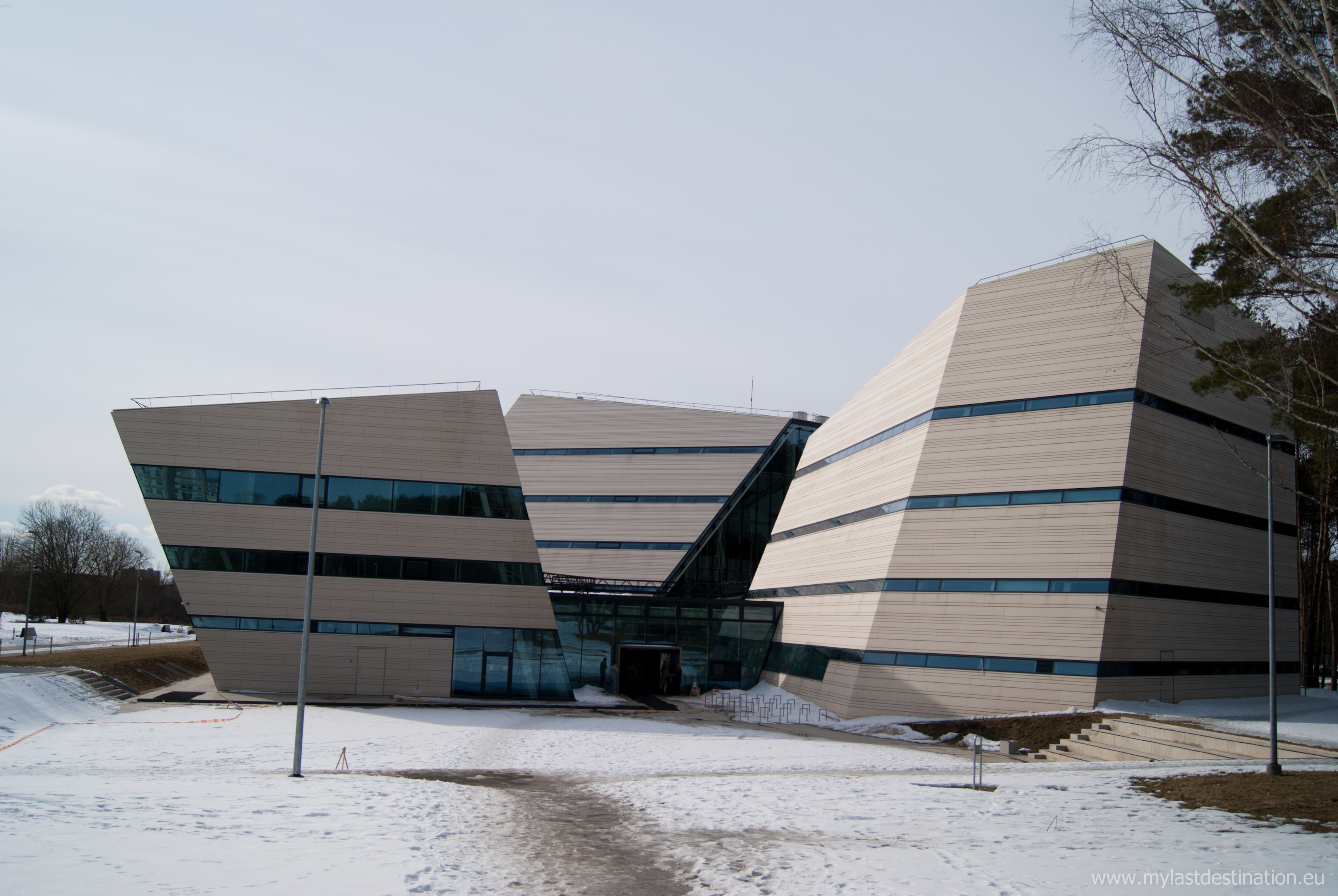
Zentrum für Wissenschaftskommunikation der Universitätsbibliothek Vilnius (Scholarly Communication and Information Centre, SCIC) in Saulėtekis

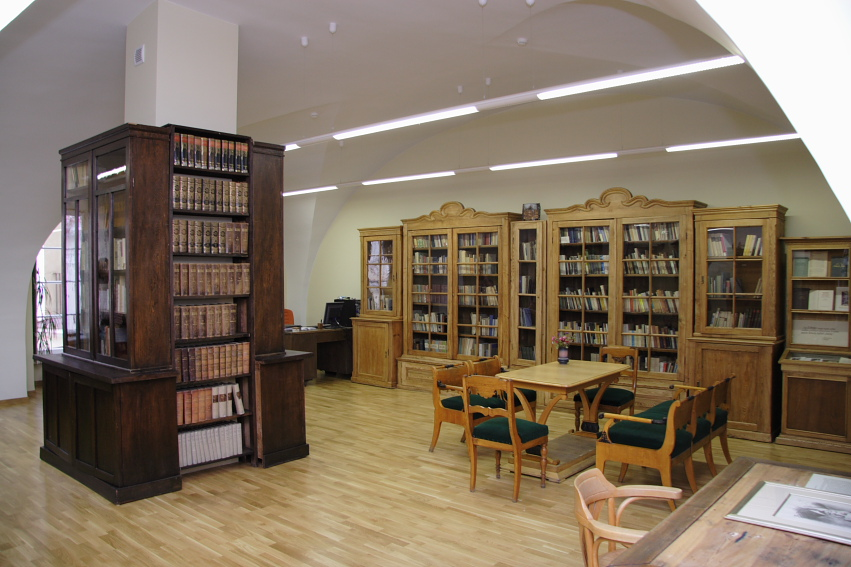
J. Lebedis-Zimmer

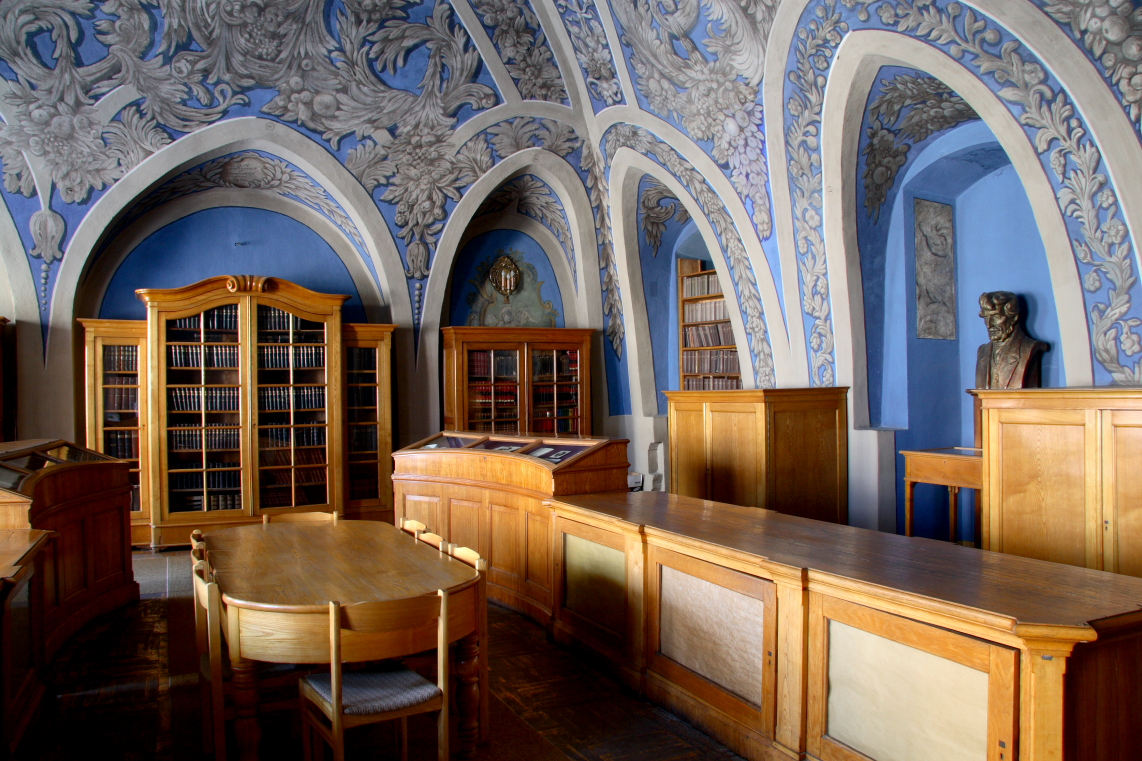
J. Lelevelis-Lesesaal

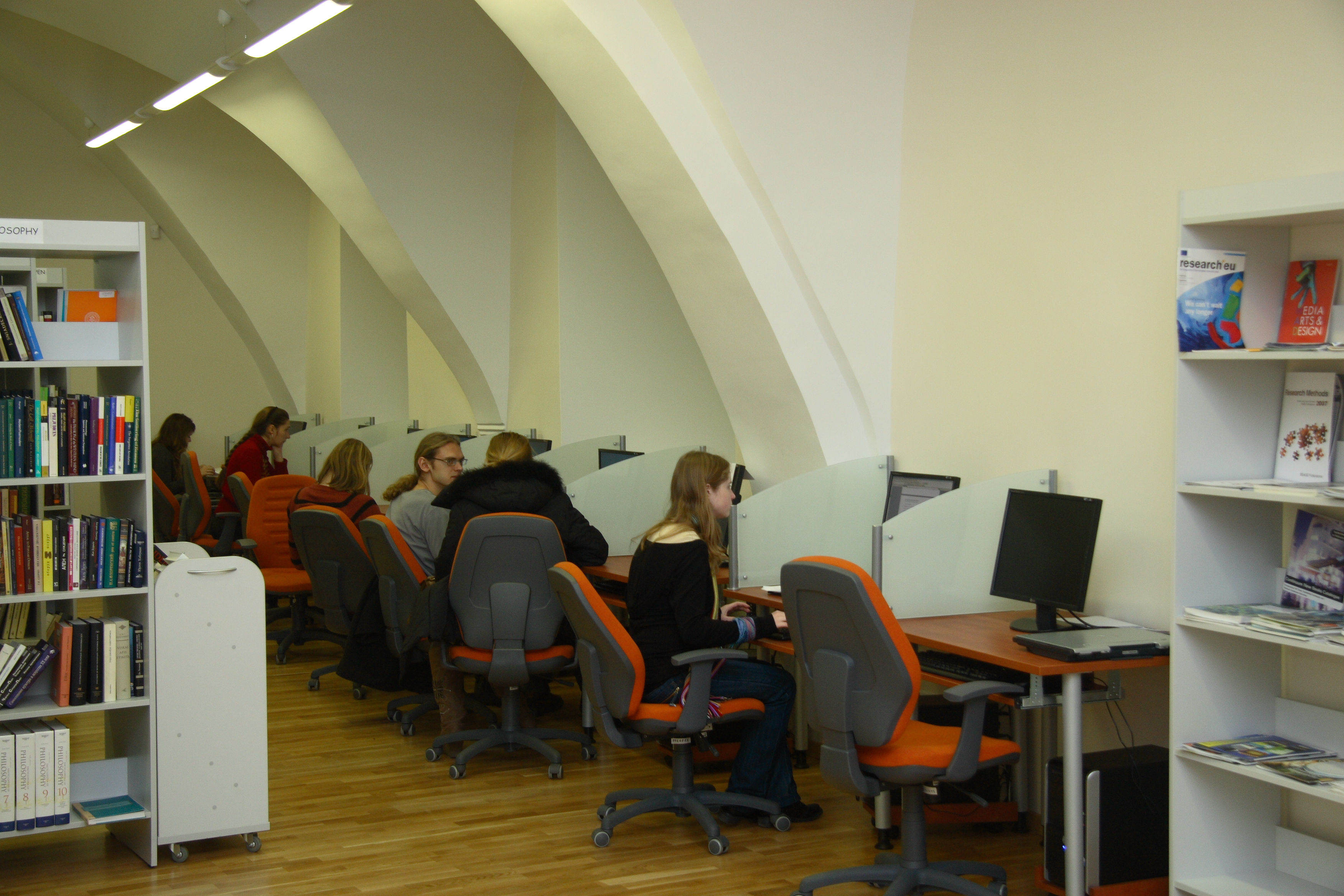
Silberner Lesesaal, HIC

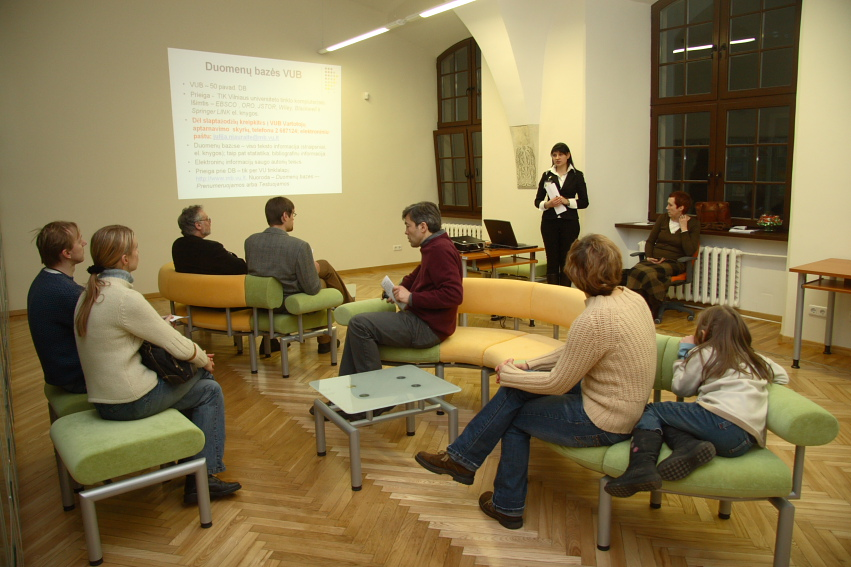
Grüner Lesesaal für Periodik, HIC

Die Bibliothek der Universität Vilnius (lit. Vilniaus universiteto biblioteka, VUB) ist die älteste akademische Bibliothek Litauens. Sie wurde 1570 von Jesuiten gegründet und ist somit neun Jahre älter als die Universität Vilnius. Die Bibliothek besitzt heute rund 5,4 Mio. Medieneinheiten auf 166 Lauf-Kilometern an Regalen. 28.420 registrierte Leser werden von 195 Mitarbeitern betreut. Die Bibliothek wird jährlich von über 10.000 Touristen besucht.

## Geschichte
Auf Gesuch des Wilnaer Erzbischofs Walerian Protasewicz (1505–1579) kamen 1569 Jesuiten nach Wilna und gründeten mit finanzieller Unterstützung des Erzbistums am 17. Juli 1570 ein Jesuitenkolleg mit einer angeschlossenen Bibliothek. Mit der Umwandlung des Kollegiums in eine Akademie und die Universität der Wilnaer Gesellschaft Jesu wurde die Bibliothek zur Universitätsbibliothek. Mehrere tausend Bücher gingen unter dem Nachlass von Bischof Valerian Protasevitcch, der 1580 starb (nach anderen Quellen 1579), in die Bibliothek. Seit zweihundert Jahren, in denen die Bibliothek von Jesuiten betrieben wurde, ist ihre Sammlung von 4.500 Bänden im Jahr 1579 auf 11.000 im Jahr 1773 gewachsen.
Der Büchertausch mit anderen Bibliotheken spielte eine wichtige Rolle bei der Entwicklung der Bibliothek in der Sowjetzeit in Sowjetlitauen. Beispielsweise tauschte die Bibliothek 1965 Bücher mit 130 Bibliotheken der UdSSR, 93 Bibliotheken sozialistischer Länder und 260 Bibliotheken und Observatorien von 24  westeuropäischen Ländern, einschließlich der Library of Congress, aus. 1965 erhielt die Bibliothek 960 Zeitschriften und 172 Zeitungen im Abonnement. Die Höhe der Mittel betrug 1949 etwa 1,2015 Millionen, 1958 - 1,5566 Millionen, 1966 - 2,2971 Millionen.

## Bibliothekare
Im Folgenden eine Liste der Universitätsbibliothekare seit ihrer Gründung:
| - Prof. Jonas Hayus (1570–1575) - Laurynas Rydzevskis (1756–1757) - Stanislovas Rostovskis (1765–1765) - Juozas Pažovskis (1778–1787) - Tadeusz Mackiewicz (1787–1792) - Raphael Litwinski (1792–1799) - Augustin Tomaszewski (1805), Adjunkt - Fransua de la Žumeljė (1807), Adjunkt - Gotfrydas Ernestas Grodekas (1804–1825) - Liudvik Sobolewski (1826–1830) | - Prof. Pavelas Kukolnikas (1830–1832) - Aleksejus Vladimirovas (1866–1869) - Jakovas Golovackis (1871–1888) - Julijanas Kračkovskis (1888–1902) - Flavianas Dobrianskis (1902–1913) - Dmitrijus Daugėla (1913–1915) - Eduardas Volteris (1919) - Stanisław Ptaszycki (1919) - Ludwik Janowski (1920-1921) - Witold Nowodworski (1921-1923) - Stefan Henryk Rygiel (1924–1929) - Adam Gracjan Łysakowski (1930–1939) - Prof. Vaclovas Biržiška (1940–1941) | - Elena Eimaitytė-Kačinskienė (1941–1943) - Prof. Juozas Baldžius (1944–1946) - Marija Burokienė (1946–1948) - Prof. Levas Vladimirovas (1948–1964) - Stasė Vaidinauskaitė-Vaškelienė (1964–1968) - Dr. Jurgis Tornau (1968–1985) - Birutė Butkevičienė (1985–2006) - Prof. Audronė Glosienė (2006–2009) - Irena Krivienė (seit März 2009) |

## Einrichtungen

### Informationszentrum für Humanistik
Das Informationszentrum für Humanistik (Humanistikos informacijos centras (HIC)) und der Lesesaal für Lituanistik wurden neu eingerichtet und am 7. September 2007 eröffnet. Das HIC hat 32 Arbeitsplätze, von denen 27 mit Computern ausgestattet sind. Diese befinden sich in vier Lesesälen: Silberner Saal für Zeitschriften, moderne Literatur (Mediathek); Apfelsinenlesesaal ein Zimmer für die Gruppenarbeit; Nußlesesaal das IT Labor; und der Grüne Saal – ein Lesesaal für Periodik.

### Lesesäle
Der Prachtsaal der Bibliothek ist das ehemalige Refektorium im Erdgeschoss der Bibliothek.

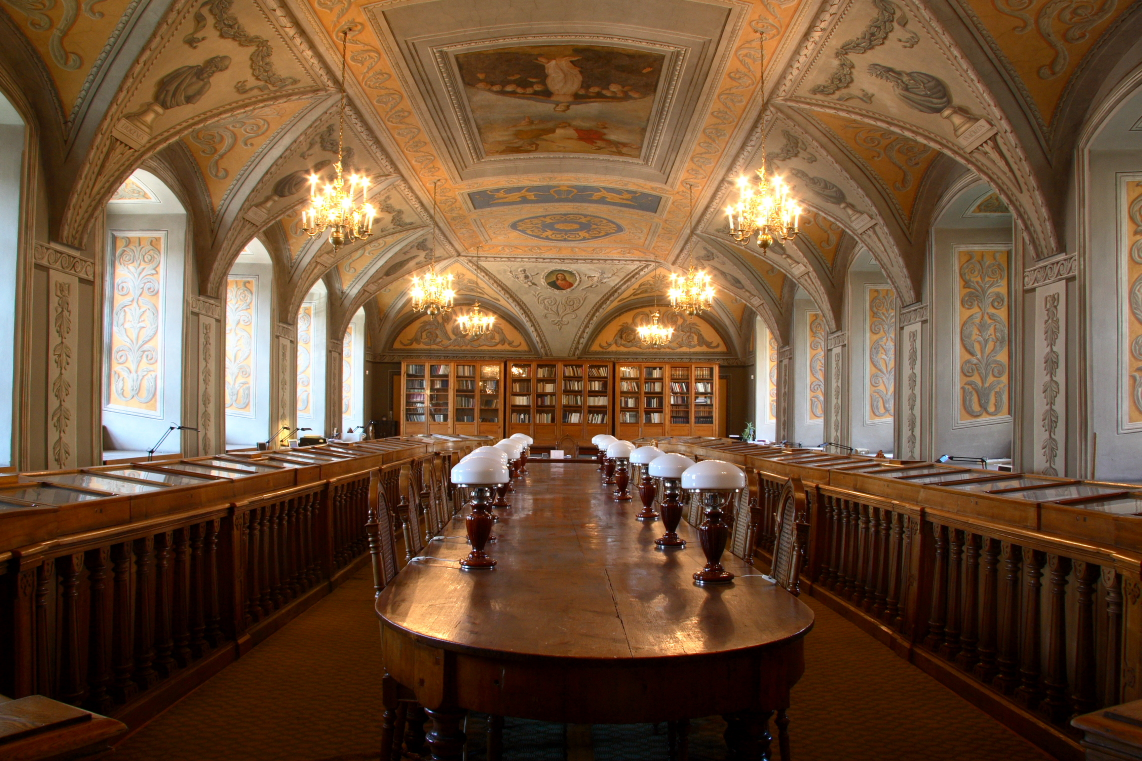
P. Smuglevičius-Lesesaal
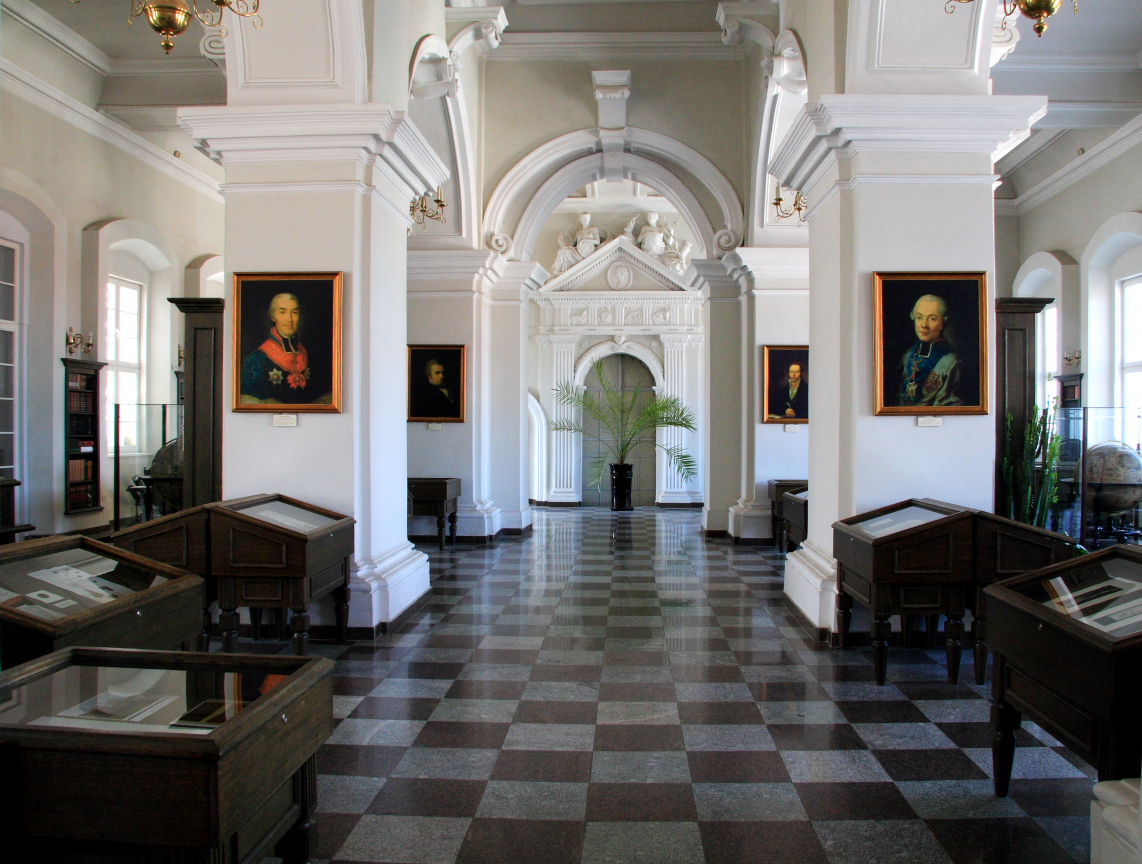
Weißer Lesesaal
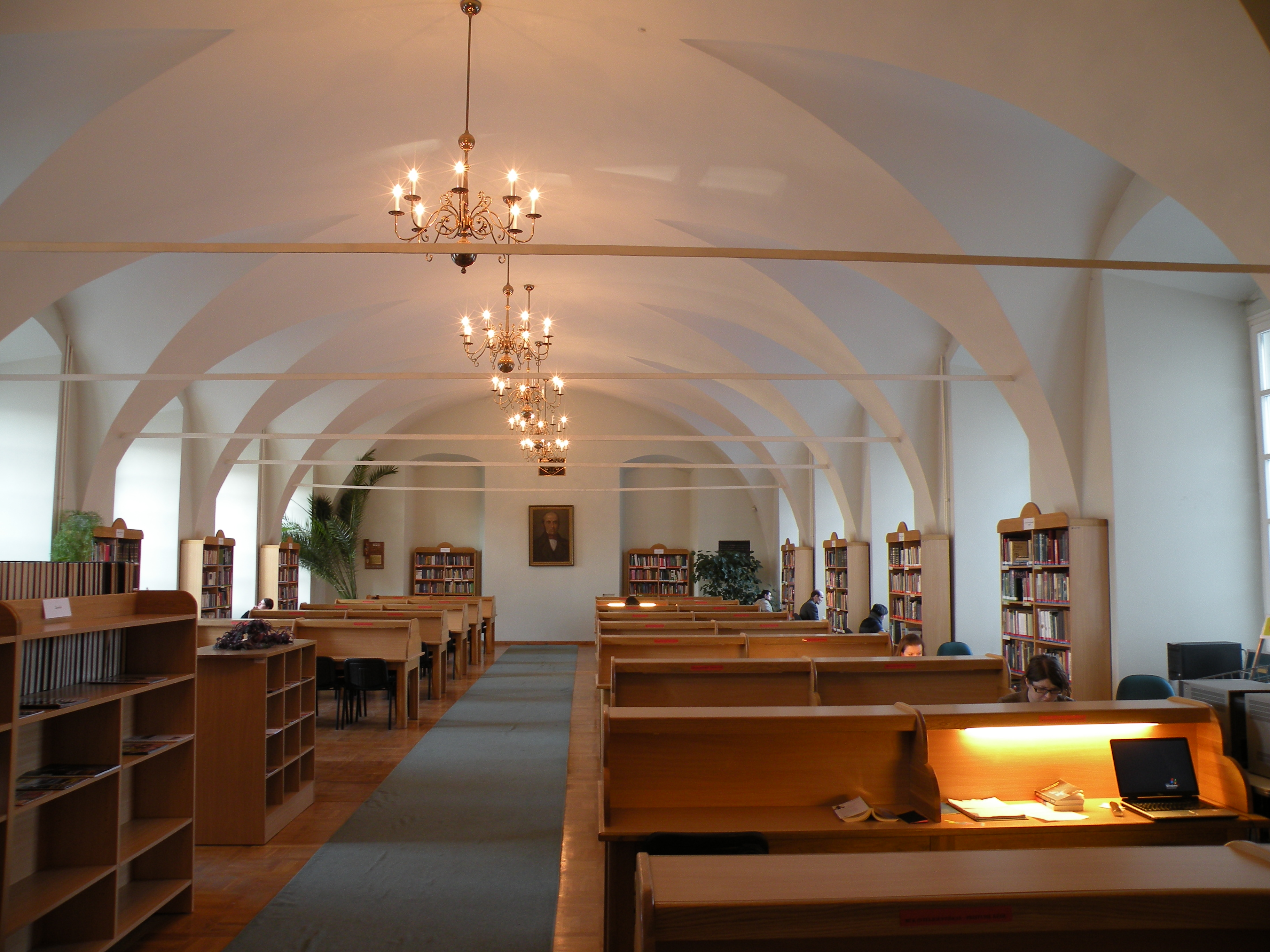
Allgemeiner Lesesaal
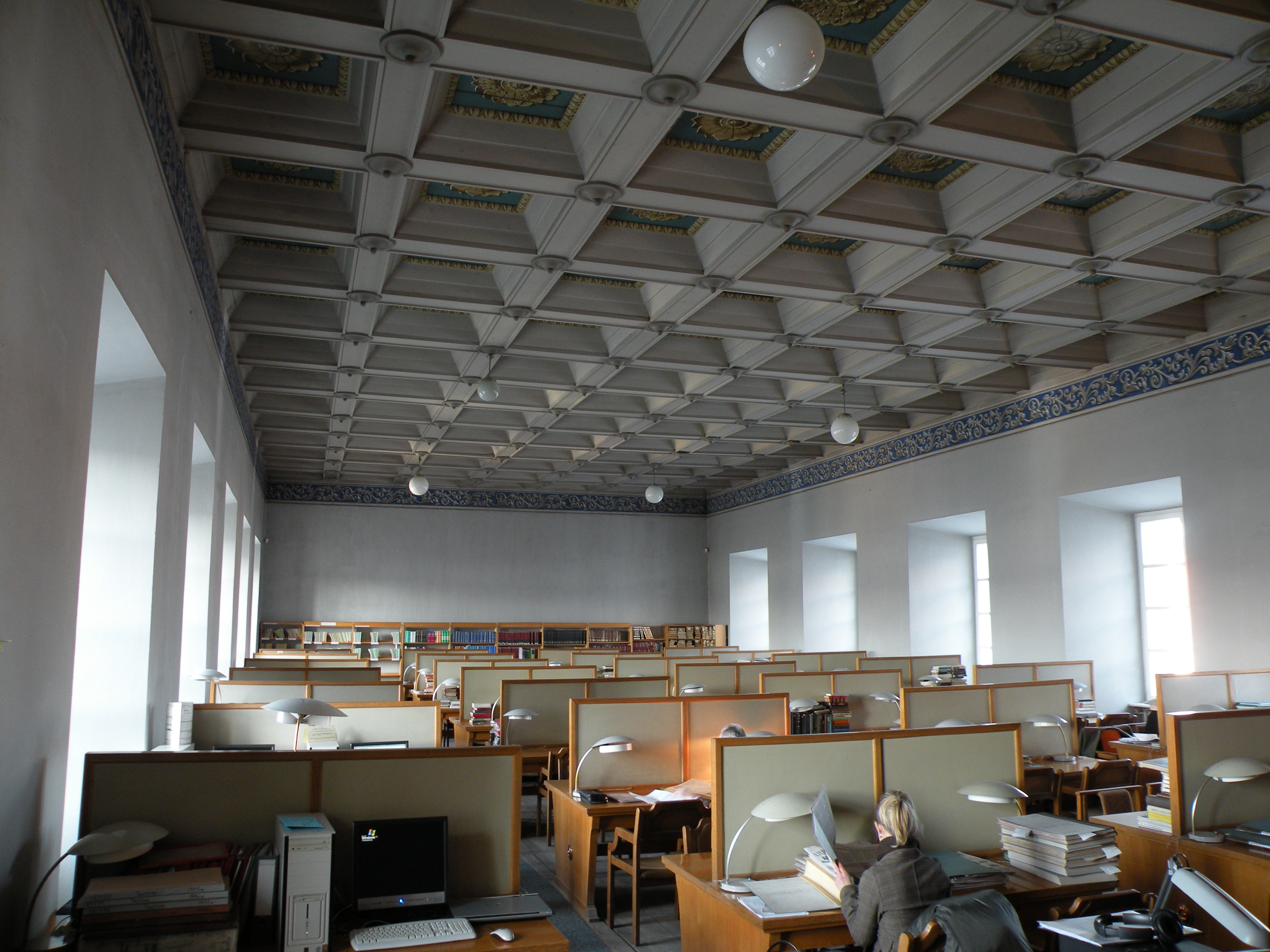
Professoren-Lesesaal
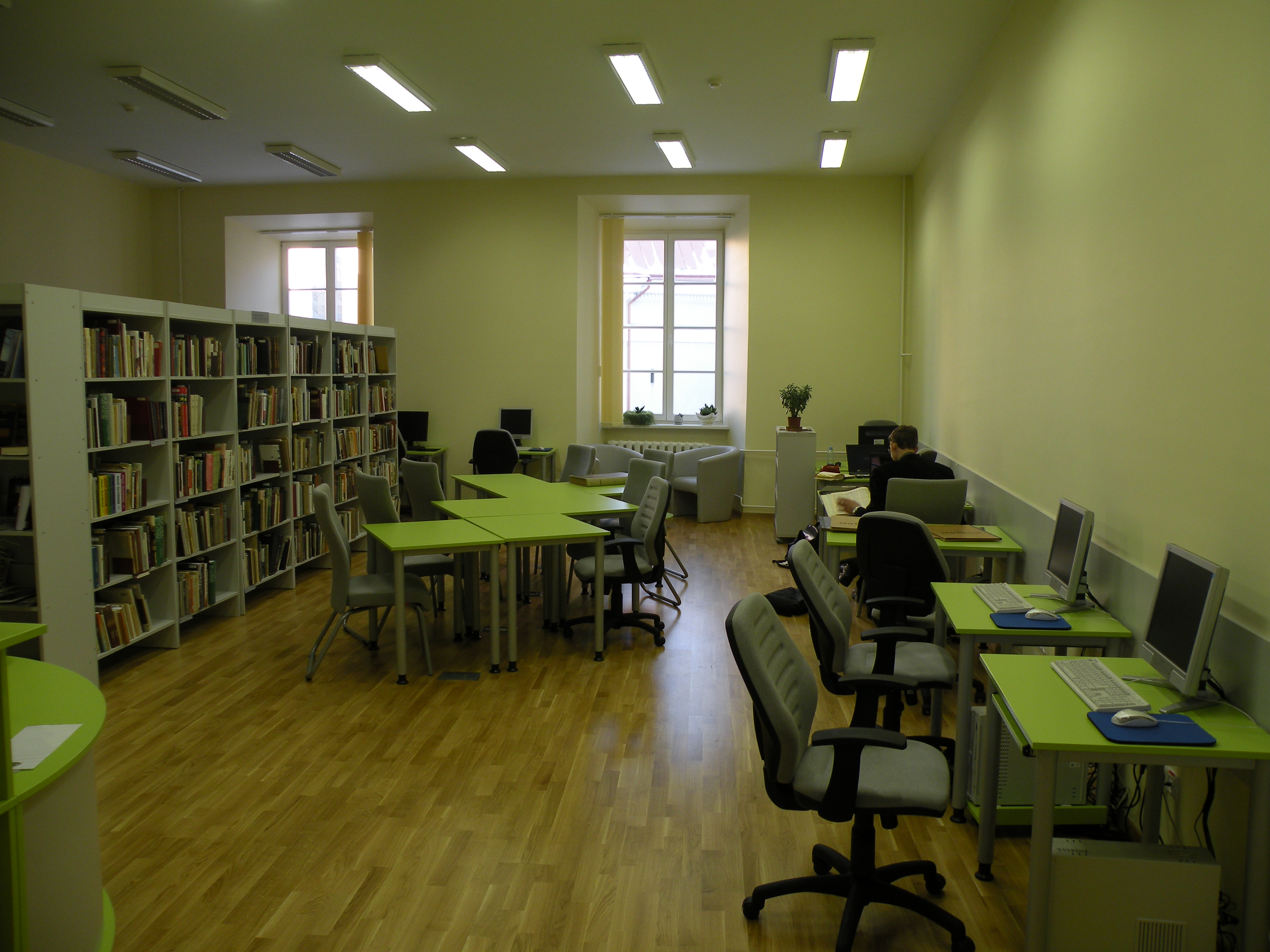
Lituanistik-Lesesaal

### Zentrum für Wissenschaftskommunikation
Das Zentrum für Wissenschaftskommunikation (Mokslinės komunikacijos ir informacijos centras, MKIC) wurde 2013 eröffnet.